# América Televisión (Peru)
América Televisión (conhecida também como América) é uma rede de televisão aberta do Peru. A emissora tem sede na capital Lima e foi o primeiro canal comercial do país e o segundo mais longevo em operação, iniciando suas operações em 15 de dezembro de 1958.
É um dos canais de televisão mais assistidos deste país, juntamente com Latina, Panamericana Televisión e ATV. Pertence ao grupo Plural que também é dono dos jornais El Comercio (com 70% das ações) e La República (com 30%). Além disso, a rede de televisão é uma parceira de longa data da mexicana Televisa.

## História
América TV é, actualmente, um dos canais mais vistos na televisão peruana. Desde 1958, mais de 50 anos sem interrupção, foi a concorrência para a TV americana, quando o canal foi o mais visto, assim como eles deixaram o ATV e Frecuencia Latina. Transmissíveis (e continua a ser transmitido em alguns casos) programas inesquecíveis como El Chavo del Ocho, El Chapulin Colorado, entre outros, os partidos da peruana de Futebol, uma notícia importante como as eleições presidenciais e municipais, filmes e novelas nacionais de alto nível internacionais, etc.

### Início
Suas origens remontam a 1942, quando a forma da primeira rede de rádio do capital privado, o peruano Broadcasting Company, Inc., cujos proprietários foram José Bolívar, Antonio Jorge Karkoviĉ e Umberger. A corrente foi formada em Lima Lima Rádio, Rádio América, Callao Rádio, Rádio e Miraflores Goicochea Rádio, Rádio Delcan em Chiclayo, Universal Ica Rádio, Rádio Continental, Arequipa, Rádio Huancayo, Huanuco Radio Radio e Cuzco. Seu lema era "a organização mais poderosa de rádio na costa do Pacífico Sul". As principais estações da rede foram Rádio e Rádio América Lima. Entre 1943 e 1945, houve mudanças na empresa. Radio Radio Callao Miraflores e separada da rede. Rádio Lima seria vendida para os irmãos Aramburu. Karkovič Bolívar e retirar-se da companhia de transmissão do Peru em 1944. Rádio América passaria para Antonio Umberger e Nicanor González Vásquez. Rádio Goicochea ser vendido a Genaro Delgado Brandt, mais tarde mudou seu nome para Central de Rádio. Em 1955 adiantado, Nicanor Gonzalez e Antonio Umbert obteve licença para operar a freqüência entre 66 e 72 MHz (canal 4). O equipamento foi obtido a partir da Radio Corporation of America. Assim, na segunda-feira, 15 de dezembro de 1958 às 18:15 início oficial das transmissões de rádio America TV Canal 4 Lima Olympiaki-4D, com ID "Clair de Lune", de Ludwig van Beethoven, em uma versão gratuita do Joe Reichman, que era propriedade da melodia da Rádio América. A inauguração, que foi amplamente divulgada pela imprensa em Lima, foi atendido pelo então presidente Manuel Prado Ugarteche. O show foi cantores artísco responsável crioulo e artistas como Raul "Show" Moreno, Dyer Kitty, Piero Solari, Troveros Los crioula crioulo Festival Orchestra e decapagem Carlos, entre outros. Em seguida, ele enviou o filme "Só anjos têm asas", com Cary Grant e Rita Hayworth. A primeira transmissão ocorreu fora de uma partida de futebol desde o Estádio Nacional. As transmissões foram "ao vivo", porque não haveria gravadores de vídeo na indústria da televisão peruana até 1961, quando apresentou-americanos para a realização das novelas. Em 1959 ele produziu o programa primeira ficção na televisão peruana, Bar Cristal.

### Anos 1960
A menor parte do tempo lembre-se o duo formado pelos irmãos Rodolfo e mexicano Ramon King, conhecido pelos telespectadores como Cachirulo e brega. É também a casa de Salim lembrou Johnny era mais conhecido como Uncle Johnny, que se tornou o melhor acolhimento da criança mostrar na história da televisão peruana, fazendo com que as crianças pequenas ter sua bússola leite um, até agora, lembrei da melodia. A notícia foi liderado por Arturo Pomar e diversos shows e competições, com destaque para aqueles que são conduzidos por Kiko Ledgard, Pablo e Luis Ángel Pinasco Madalengoitia. . 

### Anos 1970
Naqueles anos, o popular "cachos" Pinasco criou uma empresa de produção responsável pela transmissão de jogos do futebol peruano Team. Isto é como a tela da TV americana são as ações em circulação da "Blanquirroja" no mercado global da Copa do Mundo de 1970 e Argentina 1978. Variedades, Paulo começa Madalengoitia um dos mais lembrados pelo público que vale a pena saber onde ele procura uma resposta para a questão dos 10 milhões de soles e se integra com os principais casa de televisão do comediante Tulio Loza . Na notícia, dirigindo junta Sonia Oquendo. Ele também integra uma entrevista em língua quechua, razão pela qual as estações em rede nacional e para o estado ressurreição de línguas indígenas, eles decidem se identificar nesse idioma. entretenimento popular Uncle Johnny acontece em crianças, em 1972, Yola Polastri, que era atriz coadjuvante na novela O Adorável Professor Aldana. Em 1974, após a expropriação de 51% de suas ações pelo Governo Revolucionário das Forças Armadas, chefiado por Juan Velasco Alvarado com seu rival como o Canal 5, a produção do telecentro. Em 1977, o canal foi renomeado America Television. Em meados de 1978 iniciou suas primeiras transmissões em cores, com a emissão de partes da Argentina World Cup '78 em Lima e Tacna em algumas províncias. 

### Anos 1980
Em 1980, a sociedade "Telecentro", formado com Panmericana, é abolida a competir livremente com os novos canais que aparecem em Lima. É a idade de ouro de Yola Polastri e Chavo del Ocho e séries de animação, tais como Thundercats, He-Man, Os Smurfs, Gigi e My Little Pony como uma criança se refere. Tulio Loza e seus personagens hilariantes conquistar o público norte-americano em um Cholocolor Tulio, Ricardo Belmont tenta destronar o imbatível Augusto Ferrando com Belmont sábado, anos depois de "ondas" Pinasco faz o mesmo com Triki Trak. Eduardo também lembrou Lords lança programa cultural, "Luzes da Cidade". Paulo Madalengoitia consolida seu programa de premiação ea "resposta vencedora" no valor de 10 e depois 25 milhões de soles. Nos esportes, os Estados Unidos lançaram um ponto de apoio à equipa de futebol da Espanha de 1982, devido global (que ficou popularmente conhecido como "ponto de o touro") e os Jogos Olímpicos de Seul 1988, transmite todos os jogos da Mulher Peruana Voleibol, que conseguiu uma medalha de prata na feira de esporte. Em 15 dezembro de 1988 para marcar o 30o aniversário do canal é aberto em "Studio 4" Barranco com a presença de autoridades, artistas e empresários.

### Anos 1990
No local precoce institucional anunciando uma nova era para a cadeia: "Somos un canal que cambia, para que usted no cambie de canal." Durante a década, as novelas mexicanas ocupam grande parte da programação. Em humor, Tulio Loza volta em 1993 com uma nova versão do America Cholocolor Tulio e rebatizado em 1997 como Cholo Chow. Em 1993, a Televisa adquiriu uma participação importante no canal. Gisela Valcarcel assina contrato para os seus "Gisela en América", onde as competições combinada com entrevistas com as pessoas políticas, desportivas e artísticas. Um ano depois, em Novembro de 1994, o peruano empresário José Enrique Crousillat, perto da Azcarraga, adquiriu 100% das ações da televisão americana e manter a filiação com a Televisa há 10 anos. No bloco Yola Polastri criança dá lugar a Karina Rivera e Timóteo (Ricardo Bonilla), também destaca o anime mais visto como Samurai gatos, a Saint Seiya, Sailor Moon e Dragon Ball, principalmente, entre outros. Na notícia, a era Pomar termina com sua morte, em 1993, e os jornalistas Paulo consolidadn Cateriano e Doig Claudia no Front Page e na América Noticias, juntamente com Federico Salazar y Sol Carreño na manhã edição nova notícia primeiro. Nicolas Lucar também alcançou grande sucesso com a reportagem da revista Domingo. Variedades, Ernesto Pimentel ganha o público com seu personagem La Chola Chabuca. Em 1997, a rede lançou um spot televisivo, onde deixou 26 personagens no palco: Pablo Cateriano, Claudia Doig, Luis Trizano, Nicolas Lucar, Federico Salazar, Sol Carreño, Edwin Serra, Ricky Tosso, Willy Hurtado, Fernando Armas, Jesus Morales, Silvia Bardales Patricia Alquinta, Roxana Avalos, Alfredo Benavides Manolo Rojas, Guillermo Rossini, Ricardo Fernandes, Gisela Valcarcel, Ernesto Pimentel, Karina Rodrigues, Ricardo Bonilla (Timóteo), Daysi Ontaneda e José Peralta, cada um disse: a América esta primero en tu corazón . Em 1998 criou um dos programas mais polêmicos na televisão americana: Laura en América, que muitos dizem que foi uma das "luzes voadoras" ("cortinas de fumaça") de Fujimori e Vladimiro Montesinos para esconder a realidade nacional . 

### crise e recuperação
Após a descoberta de Vladivideos e queda da ditadura de Alberto Fujimori, o canal está com um pé ruim para a cidadania como verificou-se que uma parte das propinas era um dos donos do canal, José Enrique Crousillat. Em seguida, o grupo decide comprar os credores da dívida TV Plural do canal, que haviam tomado o controle do mesmo após a falência declarada Indecopi e alcançar nacional reposicionar injetar uma grande quantidade de dinheiro para atingir os seus objectivos e Depois de renovar a representação da Televisa no país. Na sequência dos acontecimentos dolorosos de sua principal concorrente Panamericana Television em julho de 2003, o canal começa a tirar proveito dela e, gradualmente, ganhando o top de linha. Vários dos rostos familiares do Pan-Americano que o tempo tornou-se parte da América Television. Naquela época a situação era a seguinte: 
Comediantes Guillermo Fernando Rossini Armas e Hernán Vidal (drivers de "24 Minutos"), realizado Notiriase por um ano. Foi o mesmo formato que eles fizeram no Pan: apresentar as novidades e imitado a voz para muitos políticos. O trio entrou no rádio com sua comédia "Los Chistosos" por meio de RPP Noticias, até Fernando Armas retirou-se para realizar o seu próprio show ("The Counterfeiters") na estação de rádio CPN relançado com Arturo Alvarez e Miguel Moreno . Manolo Rojas substituir Armas em "Los Imitadores". 
Cinescape tem Pinasco Bruno, um programa dedicado a filmes e cinema. Cinescape poderia ser chamado porque, diz ele, tem uma patente sobre o nome do programa. Ele cobrou que a Pan American (então dirigido por Genaro Delgado Parker) Patente Cinescape queria o nome do canal, enquanto eles estavam devendo dinheiro. 
Liderados por Laura Huard e sua torcida co fiéis, "La Carlota", caracterizado por Carlos Vilchez, de segunda a sexta-feira emitiu Lima Limón, que com uma boa equipe de produção saíram do jogo compartilharam muitos programas similares que horário. 
O cantor Raul Romero (conductor com R con R) continuou o seu game show diário, agora chamado Habacilar. 
Quase todo o elenco da popular série de TV "1000 Oficios" (programa de sucesso produzido pela americana), liderado pelo produtor Efraim "Betito" José Aguilar e roteirista de "Gigio" Aranda (responsável pelo sucesso da série de TV mencionados), assinado pelos Estados Unidos início de 2004, para gravar uma nova série de TV chamada "Así es la Vida." Mais tarde Adolfo Chuiman (protagonista de 1.000 escritórios) aderiram ao programa em 2006 por seu papel como Roberto Sanchez "gato". "That's Life" durou até novembro de 2008. 
Os programas anteriores estão longe: Cinescape, Lima Limón e Habacilar.

## América hoje
Programas como Habacilar, Lima Limón, Poder Cuarto, Prensa Libre, as telenovelas da Televisa e canal de notícias estão alguns dos mais assistidos no país. Em 2009, lançou a série "Al fondo hay sitio" programa que substitui Asi es la Vida, e novamente com produção de Efrain Aguilar e scripts Aranda Gigio. Nesse mesmo ano, Gisela Valcárcel voltou às telas americanas depois de 12 anos com "El show de los sueños".
Em 2010, eles voltaram programas como o "Al sitio feno fondo"programas "Lima Limão"e "Habacilar" e Valcarcel Gisela com a realidade "El Gran Show". No final de 2010, o programa jornalístico "Domingo al Día", sob a liderança de Fernanda Kanno foi renovado e aberto "America Noticias Edicion Dominical".
Em 2011, os Estados Unidos duplicou a sua quota de produção nacional. Programas como "Al fondo hay sitio ',' Habacilar ',' Lima Limón", "Recargados de Risa", o "El reventón de los Sábados ',' América Kids ','La Akademia ',' Cinescape ',' TEC 'e Back 'El Gran Show' para uma outra estação. Novas séries e minisséries como 'Tribulación', 'Yo no me llamo Natacha'e 'Gamarra' faz sua estréia, enquanto o milionário remake da novela "La Perricholi 'vai fazer o mesmo em meados do ano. Para a temporada de verão, e Nathaniel Sánchez e Erick Elera foram responsáveis "Very Verano ', um programa de prêmios que a substituição temporária" Habacilar. Da mesma forma que substitui o "El gran show ', Johanna San Miguel voltou às telas de" Um minuto para ganhar "América e depois da renúncia de Laura Huarcayo, como o conductura novo' Lima Limón. Mas a maior novidade é a incursão do renomado chef Gaston Acurio a transmissão televisiva, com a realidade "Master Chef Peru, que vai ao ar domingo às 19:00, substituindo" El santo convento "que emigraram para a Panamericana.

## Sinal Digital
Em janeiro de 2009, começaram as transmissões experimentais em alta definição (HDTV) no Canal 31, em Lima, usando o padrão ISDB-TB Brasil-Japão.
Em 15 de abril de 2010, o governo peruano, através do Ministério dos Transportes e Comunicações foi dada a freqüência 24 (UHF) para transmissões de televisão digital terrestre, que começou em 23 de abril com o sinal "One Seg" para celulares.
Em 28 de fevereiro de 2011 começaram as emissões de teste do sinal HD, que incluiu transmissões de alta definição de novelas mexicanas da Televisa, como "Cuando me enamoro" e "Teresa", além de alguns episódios do nacionais como "Tribulación", "Al fondo hay sitio", El Gran Show e á Copa América de 2011.

## Programas em exibição
| Origem | Programa de televisão               | Horário semanal | Hora          |
| ------ | ----------------------------------- | --------------- | ------------- |
| Peru   | A las once                          | Segunda a Sexta | 11:00         |
| Peru   | Al aire                             | Segunda a Sexta | 13:00         |
| Peru   | América Deportes                    | Segunda a Sexta | 22:55         |
| Peru   | América Noticias: Edición Central   | Segunda a Sexta | 22:00 / 03:30 |
| Peru   | América Noticias: Edición Dominical | Domingo         | 06:50         |
| Peru   | América Noticias: Edición Mediodia  | Segunda a Sexta | 12:00         |
| Peru   | América Noticias: Edición Sabatina  | Segunda a Sexta | 07:00         |
| Peru   | América Noticias: Primera Edición   | Segunda a Sexta | 05:25         |
| Peru   | Cinescape                           | Sábado          | 10:30         |
| Peru   | Cu4rto poder                        | Domingo         | 19:55         |
| Peru   | Domingo al día                      | Domingo         | 08:30         |
| Peru   | Estás en todas                      | Sábado          | 09:00         |
| Peru   | Esto es guerra                      | Segunda a Sexta | 18:15         |
| Peru   | Esto es guerra teens                | Sábado          | 19:00         |
| Peru   | Fútbol en América                   | Domingo         | 22:30         |
| México | Hasta el fin del mundo              | Segunda a Sexta | 09:30         |
| México | La gata                             | Segunda a Sexta | 21:00         |
| México | La madrastra                        | Segunda a Sexta | 11:15         |
| México | La malquerida                       | Segunda a Sexta | 15:30         |
| México | La rosa de Guadalupe                | Segunda a Sexta | 17:15         |
| Peru   | Locura de amor                      | Segunda a Sexta | 20:00         |
| México | Mi corazón es tuyo                  | Segunda a Sexta | 10:30         |
| Peru   | Sin peros en la lengua              | Domingo         | 11:00         |
| Peru   | TEC                                 | Sábado          | 11:30         |
| México | Yo no creo en los hombres           | Segunda a Sexta | 16:30         |

### Em breve
| Origem                  | Programa de televisão             |
| ----------------------- | --------------------------------- |
| Peru                    | Al fondo hay sitio (7ª temporada) |
| Estados Unidos · México | Que te perdone Dios               |